# ゲイクルセイダー
ゲイクルセイダー（Gay Crusader、1914年 - 1932年）は、イギリスの競走馬・種牡馬。1917年にイギリス代替三冠を達成した。種牡馬としてはそれほど成功できなかったものの、母の父としてそこそこ成功した（1940年フランスチャンピオンブルードメアサイアー）。

## 生涯
1916年から1917年にかけてイギリスで走った競走馬である。折しも第一次世界大戦中であり、エプソム競馬場やドンカスター競馬場などは使えず、10戦すべてニューマーケット競馬場でのレースであった。このためクラシック三冠競走をすべて制しているが、代替三冠、または戦時三冠馬と呼ばれ、正当な三冠馬には含めないこともある。
主な勝ち鞍は2000ギニー、ニューダービー（代替ダービー）、ニューマーケットゴールドカップ（代替ゴールドカップ）、セプテンバーステークス（代替セントレジャー）、チャンピオンステークス等。全10戦8勝。
主戦騎手のスティーヴ・ドノヒューはこの馬を「自分が乗った最高の馬」と発言していた。

## エピソード
ゲイクルセイダーの活躍する以前より、当時のイギリスの馬主の間では、馬主名を伏せての出走登録が流行していた。この習慣は後に禁止されるが、ゲイクルセイダーの時代までは残っており、同馬のダービー優勝時の馬主名義も「Mr 'Fairie'」というものであった。同時に、ゲイクルセイダーは偽名馬主登録による最後のダービー優勝馬ともなった。

## 血統表
| ゲイクルセイダーの血統（ハンプトン系（タッチストン系） / Galopin 3x3x5=28.13%、 Sterling 父内5x5=6.25%） | ゲイクルセイダーの血統（ハンプトン系（タッチストン系） / Galopin 3x3x5=28.13%、 Sterling 父内5x5=6.25%） | ゲイクルセイダーの血統（ハンプトン系（タッチストン系） / Galopin 3x3x5=28.13%、 Sterling 父内5x5=6.25%） | （血統表の出典）      | （血統表の出典） |
| 父 Bayardo 1906 鹿毛 イギリス                                                                            | 父の父Bay Ronald 1893 鹿毛 イギリス                                                                      | Hampton                                                                                                  | Lord Clifden          | Lord Clifden     |
| 父 Bayardo 1906 鹿毛 イギリス                                                                            | 父の父Bay Ronald 1893 鹿毛 イギリス                                                                      | Hampton                                                                                                  | Lady Langden          |                  |
| 父 Bayardo 1906 鹿毛 イギリス                                                                            | 父の父Bay Ronald 1893 鹿毛 イギリス                                                                      | Black Duchess                                                                                            | Galliard              | Galliard         |
| 父 Bayardo 1906 鹿毛 イギリス                                                                            | 父の父Bay Ronald 1893 鹿毛 イギリス                                                                      | Black Duchess                                                                                            | Black Corrie          |                  |
| 父 Bayardo 1906 鹿毛 イギリス                                                                            | 父の母Galicia 1898 黒鹿毛 イギリス                                                                       | Galopin                                                                                                  | Vedette               | Vedette          |
| 父 Bayardo 1906 鹿毛 イギリス                                                                            | 父の母Galicia 1898 黒鹿毛 イギリス                                                                       | Galopin                                                                                                  | Flying Duchess        |                  |
| 父 Bayardo 1906 鹿毛 イギリス                                                                            | 父の母Galicia 1898 黒鹿毛 イギリス                                                                       | Isoletta                                                                                                 | Isonomy               | Isonomy          |
| 父 Bayardo 1906 鹿毛 イギリス                                                                            | 父の母Galicia 1898 黒鹿毛 イギリス                                                                       | Isoletta                                                                                                 | Lady Muncaster        |                  |
| 母 Gay Laura 1909 青鹿毛 イギリス                                                                        | 母の父Beppo 1903 青鹿毛 イギリス                                                                         | Marco | Barcaldine            | Barcaldine       |
| 母 Gay Laura 1909 青鹿毛 イギリス                                                                        | 母の父Beppo 1903 青鹿毛 イギリス                                                                         | Marco | Novitiate             |                  |
| 母 Gay Laura 1909 青鹿毛 イギリス                                                                        | 母の父Beppo 1903 青鹿毛 イギリス                                                                         | Pitti | St Frusquin           | St Frusquin      |
| 母 Gay Laura 1909 青鹿毛 イギリス                                                                        | 母の父Beppo 1903 青鹿毛 イギリス                                                                         | Pitti | Florence              |                  |
| 母 Gay Laura 1909 青鹿毛 イギリス                                                                        | 母の母Galeottia 1892 黒鹿毛 イギリス                                                                     | Galopin                                                                                                  | Vedette               | Vedette          |
| 母 Gay Laura 1909 青鹿毛 イギリス                                                                        | 母の母Galeottia 1892 黒鹿毛 イギリス                                                                     | Galopin                                                                                                  | Flying Duchess        |                  |
| 母 Gay Laura 1909 青鹿毛 イギリス                                                                        | 母の母Galeottia 1892 黒鹿毛 イギリス                                                                     | Agave | Springfield           | Springfield      |
| 母 Gay Laura 1909 青鹿毛 イギリス                                                                        | 母の母Galeottia 1892 黒鹿毛 イギリス                                                                     | Agave | Wood Anemone F-No.1-g |                  |